# جان لایدن
جان لایدن (به انگلیسی: John Lydon) که با نام مستعار جانی روتن نیز شناخته می‌شود موسیقی‌دان راک انگلیسی است که بیشتر به‌عنوان خوانندهٔ گروه پانک راک سکس پیستولز شهرت دارد.
او در جایگاه خوانندهٔ سکس پیستولز به‌عنوان یکی از چهره‌های تأثیرگذار موسیقی راک ان رول و در مقام رهبر گروه پابلیک ایمیج ال‌تی‌دی. یکی از رواج‌دهندگان جریان پست پانک به‌شمار می‌آید.

## سال‌های آغازین
لایدن زادهٔ ۳۱ ژانویه ۱۹۵۶ از پدر و مادری ایرلندی‌تبار، در منطقه‌ای در شمال لندن است. او که ۳ برادر کوچک‌تر از خودش داشت، در محله‌ای از لندن رشد و نمو یافت که ساکنان‌اش را بیشتر مهاجرانی از کشورهای مختلف تشکیل می‌دادند.
در سن ۷ سالگی به نوعی عارضهٔ مغزی مبتلا شد که به‌خاطر آن پی‌درپی در کما فرومی‌رفت. آن بیماری باعث شد لایدن بخش عمده‌ای از حافظه‌اش را از دست بدهد و به کاهش قوهٔ بینایی‌اش نیز منجر شد. پس از گذشت چند ماه نسبتاً بهبود یافت و موفق شد در مدرسه نام‌نویسی کند.

## سکس پیستولز
لایدن پس از آن‌که به‌خاطر رفتارهای ضد اجتماعی‌اش از مدرسه اخراج شد در سال ۱۹۷۵ به دانشکدهٔ فنی رفت که در آن‌جا با سید ویشس آشنا شد. در همان سال بود که بوسیلهٔ مالکوم مک‌لارن (مدیر برنامه‌های گروه تازه تأسیس سکس پیستولز) به‌عنوان خوانندهٔ گروه انتخاب شد. در واقع مک‌لارن زمانی که او را دید تحت تأثیر ظاهر خشن و منحصربه‌فرد لایدن-موهای نارنجی رنگ‌اش و تی‌شرتی که روی آن عبارت «من از پینک فلوید متنفرم» نوشته شده بود-قرار گرفت.
سکس پیستولز به سرعت مسیر پیشرفت را طی کرد و با انتشار تک‌آهنگ «هرج و مرج در پادشاهی متحد» در سال ۱۹۷۶ و آلبوم Never Mind the Bollocks در سال ۱۹۷۷ نام خود را به‌عنوان یکی از گروه‌های پیشرو جریان پانک راک مطرح کرد.
گروه در سال ۱۹۷۷ تک‌آهنگ جاودانهٔ «پروردگار ملکه را حفظ کند» را در بیست و پنجمین سالگرد سلطنت ملکه الیزابت دوم منتشر کرد. این آهنگ که برخلاف نام‌اش مضمونی انتقادی داشت به موفقیتی بزرگ برای گروه تبدیل شد اما پیامدش برای لایدن این بود که از سوی جمعی از هواداران خشمگین ملکه در خیابان مورد ضرب و شتم قرار گرفت. آن‌ها دست چپ و پای لایدن را با چاقو زخمی‌کردند و با بطری آبجو چشمانش را مجروح کردند. پس از آن واقعه لایدن توانایی دست چپ‌اش را تقریباً از دست داد.
حرکت شتابان و دیوانه‌وار سکس پیستولز که به‌سرعت و طی ۳ سال مسیر شهرت را پیموده بود کم‌کم غیرقابل کنترل شد و در پی مرگ سید ویشس و دلسردی و اختلاف نظر بقیهٔ اعضا، فعالیت گروه مختل شد. لایدن در سال ۱۹۷۸ در پایان توری که گروه در ایالات متحده برگزار کرد به انگلستان بازگشت و گروه خودش با نام پابلیک ایمیج ال‌تی‌دی. را تشکیل داد.

## پابلیک ایمیج ال‌تی‌دی
ترکیب اولیهٔ پابلیک ایمیج ال‌تی‌دی را جان لایدن (خواننده)، کیث لوین (گیتاریست گروه کلَش)، جان واردل (گیتار بیس) و جیم واکر (درامز) تشکیل می‌دادند. گروه طی فعالیت چهارده ساله‌اش همواره با تغییر در ترکیب نفرات روبرو بود و تنها عضو ثابت‌اش جان لایدن بود.
از نظر فرم موسیقی آن‌ها همان راهی را که بزرگان موسیقی پانک راک انگلستان مانند سکس پیستولز و کلش آغاز کرده بودند ادامه دادند و در شکل‌گیری ژانر پست پانک نقش بزرگی ایفا کردند. در نهایت پس از انتشار ۸ آلبوم و در سال ۱۹۹۲ فعالیت گروه متوقف شد.

## ۱۹۹۳ تا کنون
جان لایدن از ۱۹۹۳ به بعد به فعالیت‌های تکی و انتشار کارهای سولو روی آورد. او در سال ۱۹۹۵ بیوگرافی‌اش را در کتابی با نام «Rotten: No Irish, No Blacks, No Dogs» منتشر کرد.
در سال ۱۹۹۶ و به‌مناسبت ۲۰ سالگی سکس پیستولز لایدن به همراه اعضای باقی‌ماندهٔ گروه گرد هم آمدند و یک تور بین‌المللی برگزار کردند که در پی آن آلبوم Filthy Lucre Live از اجراهای زندهٔ گروه منتشر شد. در این تور گلن مت‌لاک (بیسیت پیشین گروه که سید ویشس در سال ۱۹۷۷ جایگزین او شده بود) به‌عنوان نوازندهٔ گیتار بیس سکس پیستولز را همراهی کرد.
در سال ۱۹۹۷ لایدن اولین آلبوم شخصی‌اش را با نام Psycho's Path و با لیبل شرکت ویرجین رکوردز منتشر کرد. تمام قطعات را خود لایدن ساخته بود و نواختن همهٔ سازها در تمام آهنگ‌ها هم توسط خودش انجام شده بود.
لایدن تا به امروز در کنار فعالیت‌های موسیقی‌اش بازی در چند فیلم سینمایی و مجری‌گری برنامه‌هایی در رادیو و تلویزیون را نیز تجربه کرده‌است.